# Esfendadates (mitologia)

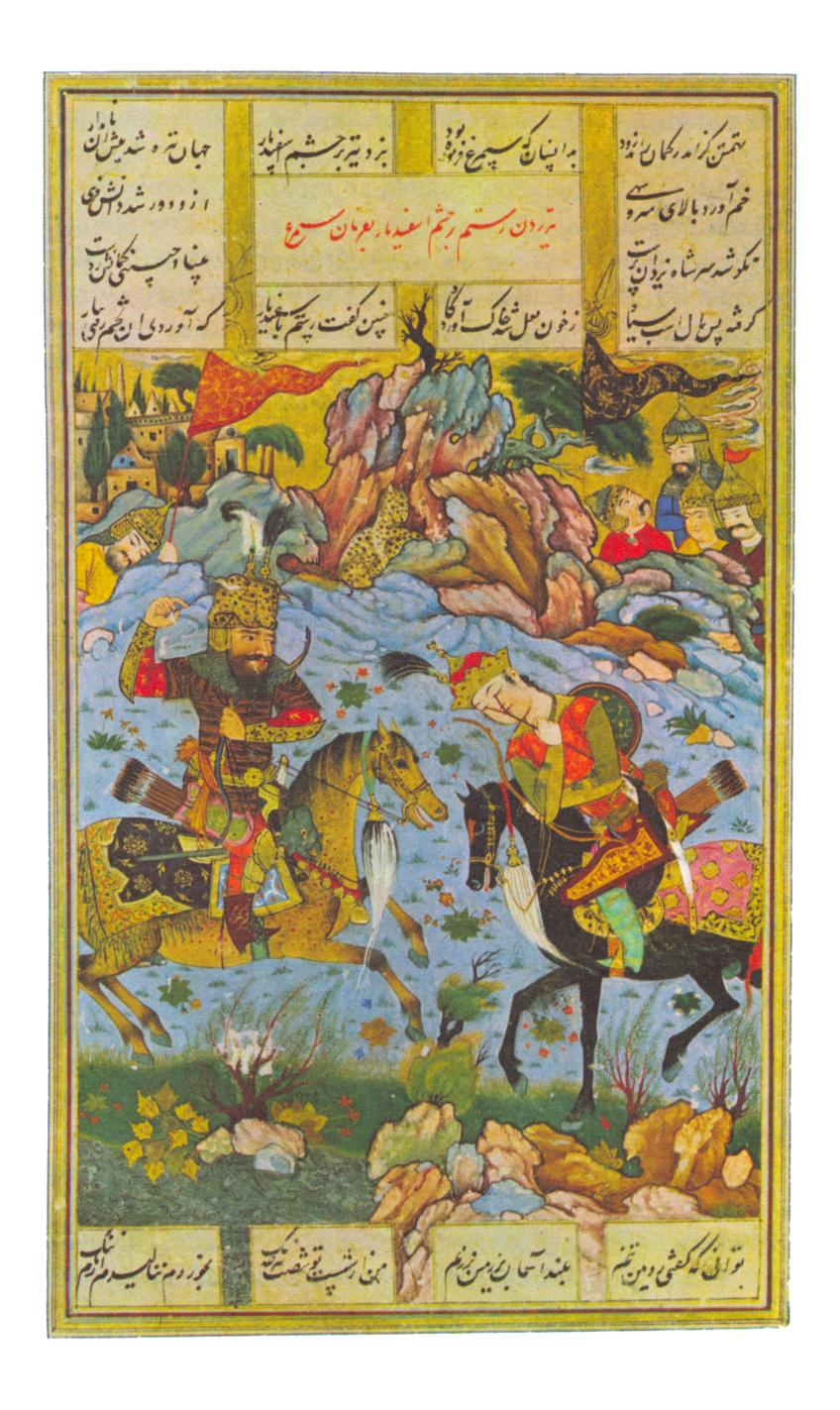
Rustã e Esfandadates

Esfendadates é um herói lendário do Irã, filho do rei Gostaspes, da dinastia caiânida, e irmão de Pasotã.

## Etimologia
O nome aparece em avéstico como Spəṇtā- [Armaiti-/Mainiiu-] e Spəntōdāta-, em parta como *Spandadāt(a-) e Spanddātak [spndtk], em iraniano antigo como *Spanta-dāta-, em persa médio como Spanddād, em persa novo como Isfandiar (Isfandyār; no Xanamé), em báctrio como Ασπανδολαδο (Aspandolado), em sodiano como Espandat, em aramaico como Spntdt, em grego como Σφενδαδάτης (Sphendadates) e em armênio como Սպանդարատ (Spandarat).